# کاری مته یوهانسن
کاری مته یوهانسن (نروژی: Kari Mette Johansen؛ زادهٔ ۱۱ ژانویهٔ ۱۹۷۹) بازیکن هندبال اهل نروژ بود.